# Pala Freda
La Pala Freda és una pala del terme de Sarroca de Bellera, al Pallars Jussà, en el territori de l'antic terme de Benés.
Està situada a llevant de la Serra del Clotet, al nord-est del Turó del Clotet, per sota de la Font de l'Escudella i per damunt de Penapurco. Hi baixa el barranc de la Pala Freda.